# Coniopteryx goniocera
Coniopteryx goniocera är en insektsart som beskrevs av Meinander 1972. Coniopteryx goniocera ingår i släktet Coniopteryx och familjen vaxsländor. Inga underarter finns listade i Catalogue of Life.